# Eurya pentagyna
Eurya pentagyna är en tvåhjärtbladig växtart som beskrevs av Ho Tseng Chang. Eurya pentagyna ingår i släktet Eurya och familjen Pentaphylacaceae. Inga underarter finns listade i Catalogue of Life.